# جيرالد ر. تريمبلي
جيرالد ر. تريمبلي هو محامي كندي، ولد في 1944 في جانكوير ‏ في كندا.